# Gudgudee

Gudgudee (devanagari: गुदगुदी, nastaliq:گدگدی, litt. « chatouiller ») est un film indien de Bollywood réalisé par Basu Chatterjee en 1997.

## Fiche technique
- Titre : Gudgudee
- Scénariste : Basu Chatterjee
- Réalisateur : Basu Chatterjee
- Producteur : Mahesh Bhatt
- Date de sortie : 4 avril 1997
- Langage : Hindi / ourdou

## Distribution
- Anupam Kher : Ajay Prasad
- Pratibha Sinha : Chandni
- Jugal Hansraj : Chanteur
- Deb Mukherjee : Shekhar
- Shahrukh Khan : Apparition spéciale